# Dymitr Wejher
Dymitr Wejher (spotykana pisownia nazwiska: Wejher, Waier, Weier, Weyher) herbu Skarżyna (Wejher) (ok. 1578–1628) – kasztelan gdański, kiepski dowódca.  

## Życiorys
Był synem Ernesta Weihera i Anny Ludwiki Mortęskiej. 
W młodości przebywał za granicą (brak dokładniejszych danych), zdobywając doświadczenie w zakresie sztuki wojennej. Po powrocie do kraju (przed 1603) ożenił się z Gertrudą Konarską, córką Krzysztofa, członka komisji morskiej Zygmunta Augusta i starosty jurborskiego. 1604 sprzedał Jerzemu Krokowskiemu, za dług w wysokości 3480 zł, odziedziczone po ojcu wsie Charbrowo, Łebieniec i Osieki w ziemi lęborskiej. 1611 objął starostwo kościerskie. Założył na jego terenie wieś Szymbark (Schönberg), do której sprowadził osadników z Pomorza Zachodniego i wybudował dla nich zbór protestancki.
Po śmierci brata Ludwika odziedziczył wraz z Janem i Melchiorem dobra koźmińskie w województwie kaliskim (miasta Jarocin, Stary i Nowy Koźmin oraz 22 wsie). 1621 roku odsprzedał te dobra staroście radzyńskiemu Stanisławowi Przyjemskiemu. W tym samym roku uzyskał starostwo lignowskie. Dzierżawił też wsie Brudzewo, Celbowo, Prusewo i Brzyno, odłączone od starostwa puckiego, oraz część Orłowa.
16 marca 1626 został kasztelanem gdańskim. Nie odznaczył się walecznością: gdy Gustaw II Adolf najechał Prusy Królewskie, Dymitr niesławnie uciekł z powierzonej mu prowincji. 
1628 uczestniczył w „rewizji” gdańskiego klasztoru karmelitów. Zmarł 25 sierpnia 1628 i został pochowany w tymże klasztorze.
Był dwukrotnie żonaty. Pierwszy raz z Gertrudą z Konarskich (małżeństwo pozostało bezdzietne), a po jej śmierci (przed 1619) z Katarzyną z Opalińskich, córką Piotra, krajczego koronnego i Anny ze Zborowskich. Piotr Opaliński był bardzo zamożny, ale jaka część przypadła w posagu Katarzynie – nie wiadomo. Z małżeństwa pochodziła jedyna córka, Anna, żona Andrzeja Grudzińskiego, wojewody rawskiego, a następnie Pawła Gembickiego, kasztelana łęczyckiego. Katarzyna (zm. 1635) po śmierci Dymitra wyszła za Gerarda Denhoffa, późniejszego wojewodę pomorskiego i podskarbiego pruskiego.
- Bracia Dymitra Weihera:

Franciszek – najstarszy syn Ernesta;
Jan – wojewoda chełmiński;
Ludwik – podkomorzy chełmiński;
Marcin Władysław;
Melchior – wojewoda chełmiński.